# Klass B 1959
L'edizione 1959 della Klass B fu la 20ª della seconda serie del campionato sovietico di calcio

## Stagione

### Formula
La formula del torneo subì dei cambiamenti dovuti alla decisione della Federazione Sovietica di garantire la partecipazione al campionato e alla massima serie a club provenienti da tutte le repubbliche socialiste; questo significò il forte ampliamento degli organici della massima serie per la stagione successiva, dove tutte le repubbliche ebbero almeno un rappresentante, con l'eccezione di Kirghizistan, Tagikistan e Turkmenistan.
Per questo motivo il torneo non servì a stabilire chi dovesse essere promosso in massima serie, visto che tale decisione era già stata presa a tavolino; la vittoria del proprio girone fu puramente platonica. Ciò, però, non successe con le squadre russe: dato che in questo caso non era stata effettuata alcuna scelta, si stabilì che la squadra russa che avesse vinto il proprio girone sarebbe stata promossa; nel caso in cui più di una squadra avesse vinto il proprio girone sarebbe stato necessario un girone supplementare. In effetti questo avvenne in quattro casi, ragion per cui a fine stagione si disputò un girone promozione a quattro con gare di sola andata: al vincitore spettò il diritto di partecipare alla massima serie.
Dal punto di vista generale, si ebbe un ulteriore incremento del numero di squadre, passate da 94 a 101; infatti, a fronte della mancata iscrizione di SKVO Kiev, Burevestnik Tbilisi, Metallurg Stalingrado, Trud Astrachan' e Chimik Berezniki e della promozione dello SKVO Rostov, arrivarono nel campionato la retrocessa Admiralteec e 14 nuove iscritte.
Le 101 squadre erano così divise:
- Girone 1: 15 squadre, incontri di andata e ritorno per un totale di 28 partite per squadra.
- Girone 2: 15 squadre, incontri di andata e ritorno per un totale di 28 partite per squadra.
- Girone 3: 14 squadre, incontri di andata e ritorno per un totale di 26 partite per squadra.
- Girone 4: 15 squadre, incontri di andata e ritorno per un totale di 28 partite per squadra.
- Girone 5: 14 squadre, incontri di andata e ritorno per un totale di 26 partite per squadra.
- Girone 6: 14 squadre, incontri di andata e ritorno per un totale di 26 partite per squadra.
- Girone 7: 14 squadre, incontri di andata e ritorno per un totale di 26 partite per squadra.

In tutti i gironi i punti assegnati erano due per la vittoria, uno per il pareggio e zero per la sconfitta; essendo la Klass B l'ultima serie del campionato, non erano previste retrocessioni.

## Girone 1

### Squadre partecipanti
| Squadra                   | Repubblica  | Città           | Stagione precedente                             |
| ------------------------- | ----------- | --------------- | ----------------------------------------------- |
| Avangard Nikolaev         | RSS Ucraina | Mykolaïv        | 3° nel Girone 1 di Klass B                      |
| Chimik Dnipropetrovs'k    | RSS Ucraina | Dnipropetrovs'k | 14° nel Girone 2 di Klass B                     |
| Chimik Jaroslavl'         | RSFS Russa  | Jaroslavl'      | 8° nel Girone 2 di Klass B                      |
| Dinamo Kirov              | RSFS Russa  | Kirov           | 9° nel Girone 1 di Klass B                      |
| Iskra Kazan'              | RSFS Russa  | Kazan'          | 14° nel Girone 1 di Klass B                     |
| Lokomotiv Bender          | RSS Moldava | Bendery         | non iscritta al campionato                      |
| Lokomotiv Saratov         | RSFS Russa  | Saratov         | 7° nel Girone 1 di Klass B                      |
| Metallurg Dnipropetrovs'k | RSS Ucraina | Dnipropetrovs'k | 9° nel Girone 2 di Klass B                      |
| Metalurh Zaporižžja       | RSS Ucraina | Zaporižžja      | 2° nel Girone 2 di Klass B                      |
| Spartak Cherson           | RSS Ucraina | Cherson         | 11° nel Girone 1 di Klass B                     |
| Spartak Leningrado        | RSFS Russa  | Leningrado      | non iscritta al campionato                      |
| Torpedo Vladimir          | RSFS Russa  | Vladimir        | non iscritta al campionato                      |
| Trud Rjazan'              | RSFS Russa  | Rjazan'         | non iscritta al campionato                      |
| Trudovye Rezervy Lipeck   | RSFS Russa  | Lipeck          | 12° nel Girone 1 di Klass B                     |
| Trud Voronež              | RSFS Russa  | Voronež         | 8° nel Girone 1 di Klass B, col nome di Voronež |

### Classifica finale
|  | Pos. | Squadra                   | Pt | G  | V  | N  | P  | GF | GS | DR  |
|  | ---- | ------------------------- | -- | -- | -- | -- | -- | -- | -- | --- |
|  | 1.   | Trud Voronež              | 46 | 28 | 20 | 6  | 2  | 57 | 16 | +41 |
|  | 2.   | Dinamo Kirov              | 39 | 28 | 14 | 11 | 3  | 47 | 17 | +30 |
|  | 3.   | Avangard Nikolaev         | 37 | 28 | 14 | 9  | 5  | 52 | 28 | +24 |
|  | 4.   | Metallurg Dnipropetrovs'k | 34 | 28 | 14 | 6  | 8  | 47 | 37 | +10 |
|  | 5.   | Iskra Kazan'              | 33 | 28 | 12 | 9  | 7  | 36 | 27 | +9  |
|  | 6.   | Metalurh Zaporižžja       | 32 | 28 | 14 | 4  | 10 | 40 | 30 | +10 |
|  | 7.   | Chimik Jaroslavl'         | 28 | 28 | 10 | 8  | 10 | 31 | 28 | +3  |
|  | 8.   | Lokomotiv Saratov         | 27 | 28 | 8  | 11 | 9  | 39 | 32 | +7  |
|  | 9.   | Spartak Leningrado        | 27 | 28 | 11 | 5  | 12 | 43 | 48 | -5  |
|  | 10.  | Spartak Cherson           | 24 | 28 | 5  | 14 | 9  | 31 | 35 | -4  |
|  | 11.  | Chimik Dnipropetrovs'k    | 24 | 28 | 9  | 6  | 13 | 35 | 46 | -11 |
|  | 12.  | Trudovye Rezervy Lipeck   | 24 | 28 | 8  | 8  | 12 | 26 | 41 | -15 |
|  | 13.  | Torpedo Vladimir          | 21 | 28 | 6  | 9  | 13 | 26 | 36 | -10 |
|  | 14.  | Trud Rjazan'              | 13 | 28 | 4  | 5  | 19 | 20 | 53 | -33 |
|  | 15.  | Lokomotiv Bender          | 11 | 28 | 3  | 5  | 20 | 19 | 75 | -56 |

### Verdetti
- Trudovye Rezervy Leningrado ammesso al girone russo di promozione.

### Risultati
|                           | TrV  | DiK  | AvN  | MeD  | IsK  | MeZ  | ChJ  | LoS  | SpL   | SpC  | ChD  | TRL  | ToV  | TrR  | LoB  |
| ------------------------- | ---- | ---- | ---- | ---- | ---- | ---- | ---- | ---- | ----- | ---- | ---- | ---- | ---- | ---- | ---- |
| Trud Voronež              | –––– | 0-0  | 2-2  | 1-0  | 1-0  | 3-1  | 3-1  | 0-0  | 1-1   | 1-0  | 2-0  | 3-0  | 2-0  | 4-1  | 2-0  |
| Dinamo Kirov              | 0-2  | –––– | 1-0  | 1-1  | 1-1  | 2-1  | 0-0  | 2-0  | 1-0   | 1-1  | 3-0  | 3-0  | 6-1  | 6-1  | 6-0  |
| Avangard Nikolaev         | 4-2  | 0-0  | –––– | 1-2  | 1-0  | 5-1  | 1-0  | 1-0  | 3-2   | 2-0  | 5-2  | 3-0  | 2-2  | 4-0  | 7-1  |
| Metallurg Dnipropetrovs'k | 1-2  | 1-3  | 1-1  | –––– | 4-0  | 0-2  | 1-0  | 2-0  | 2-1   | 0-0  | 2-1  | 3-0  | 1-1  | 2-0  | 4-2  |
| Iskra Kazan'              | 0-4  | 0-0  | 4-1  | 3-1  | –––– | 1-0  | 0-1  | 2-1  | 1-2   | 0-0  | 0-0  | 2-0  | 3-1  | 2-0  | 4-1  |
| Metallurg Zaporižžja      | 1-3  | 2-3  | 4-1  | 3-2  | 2-0  | –––– | 0-1  | 2-1  | 2-0   | 2-0  | 2-2  | 0-1  | 0-0  | 3-0  | 2-0  |
| Chimik Jaroslavl'         | 1-0  | 0-2  | 0-0  | 2-0  | 1-2  | 1-2  | –––– | 1-1  | 3-1   | 1-1  | 3-1  | 1-2  | 3-1  | 1-1  | 1-1  |
| Lokomotiv Saratov         | 1-5  | 0-0  | 0-0  | 3-3  | 0-0  | 1-2  | 1-0  | –––– | 4-1   | 2-2  | 3-2  | 2-2  | 2-0  | 1-0  | 6-0  |
| Spartak Leningrado        | 0-2  | 3-1  | 1-0  | 4-0  | 1-2  | 1-0  | 2-2  | 0-6  | ––––  | 2-2  | 0-1  | 0-1  | 3-1  | 2-1  | 6-2  |
| Spartak Cherson           | 1-1  | 0-0  | 1-1  | 2-3  | 0-0  | 1-1  | 0-2  | 1-1  | 1-2   | –––– | 3-1  | 3-0  | 0-0  | 3-2  | 5-1  |
| Chimik Dnipropetrovs'k    | 0-2  | 2-1  | 0-0  | 1-1  | 1-2  | 1-0  | 2-2  | 1-2  | 2-2   | 3-0  | –––– | 1-0  | 2-1  | 1-0  | 3-0  |
| Trudovye Rezervy Lipeck   | 0-2  | 0-0  | 0-1  | 0-2  | 2-2  | 0-0  | 2-0  | 1-1  | 2-2   | 1-1  | 3-2  | –––– | 0-0  | 5-2  | 1-0  |
| Torpedo Vladimir          | 0-1  | 1-3  | 0-1  | 2-3  | 0-0  | 0-1  | 1-0  | 1-0  | 0-1   | 3-1  | 4-1  | 2-0  | –––– | 4-0  | 0-0  |
| Trud Rjazan'              | 0-0  | 0-1  | 2-2  | 1-2  | 1-1  | 0-2  | 0-1  | 1-0  | [ 2 ] | 0-2  | 3-1  | 2-1  | 0-0  | –––– | 0-1  |
| Lokomotiv Bendery         | 1-6  | 0-0  | 0-3  | 0-3  | 0-4  | 0-2  | 0-2  | 0-0  | 5-3   | 2-0  | 0-1  | 1-2  | 0-0  | 1-2  | –––– |

## Girone 2

### Squadre partecipanti
| Squadra                     | Repubblica    | Città          | Stagione precedente                                       |
| --------------------------- | ------------- | -------------- | --------------------------------------------------------- |
| Arsenal Kiev                | RSS Ucraina   | Kiev           | non iscritta al campionato                                |
| Avangard Krivoj Rog         | RSS Ucraina   | Kryvyj Rih     | non iscritta al campionato                                |
| Avangard Charkiv            | RSS Ucraina   | Charkiv        | 11° nel Girone 2 di Klass B                               |
| Avangard Žytomyr            | RSS Ucraina   | Žytomyr        | non iscritta al campionato                                |
| Kolchoznik Čerkasy          | RSS Ucraina   | Čerkasy        | 13° nel Girone 2 di Klass B                               |
| Kolchoznik Poltava          | RSS Ucraina   | Poltava        | 7° nel Girone 2 di Klass B                                |
| Lokomotiv Gomel             | RSS Ucraina   | Homel'         | non iscritta al campionato                                |
| Šachter Stalinogorsk        | RSFS Russa    | Stalinogorsk   | 4° nel Girone 2 di Klass B, col nome di Trud Stalinogorsk |
| Spartak Minsk               | RSS Georgiana | Minsk          | 2° nel Girone 3 di Klass B                                |
| Trud Gluchovo               | RSFS Russa    | Noginsk        | 6° nel Girone 3 di Klass B                                |
| Trud Tula                   | RSFS Russa    | Tula           | non iscritta al campionato                                |
| Trudovye Rezervy Kursk      | RSFS Russa    | Kursk          | 16° nel Girone 2 di Klass B                               |
| Trudovye Rezervy Leningrado | RSFS Russa    | Leningrado     | 2° nel Girone 1 di Klass B                                |
| Znamja Truda                | RSFS Russa    | Orechovo-Zuevo | 10° nel Girone 2 di Klass B                               |
| Zvezda Kirovohrad           | RSS Ucraina   | Kirovohrad     | 13° nel Girone 1 di Klass B                               |

### Classifica finale
|  | Pos. | Squadra                     | Pt | G  | V  | N  | P  | GF | GS | DR  |
|  | ---- | --------------------------- | -- | -- | -- | -- | -- | -- | -- | --- |
|  | 1.   | Trudovye Rezervy Leningrado | 44 | 28 | 19 | 6  | 3  | 55 | 19 | +36 |
|  | 2.   | Trud Gluchovo               | 37 | 28 | 13 | 11 | 4  | 41 | 23 | +18 |
|  | 3.   | Avangard Charkiv            | 37 | 28 | 13 | 11 | 4  | 40 | 26 | +14 |
|  | 4.   | Kolchoznik Čerkasy          | 36 | 28 | 14 | 8  | 6  | 36 | 24 | +12 |
|  | 5.   | Arsenal Kiev                | 34 | 28 | 13 | 8  | 7  | 49 | 37 | +12 |
|  | 6.   | Zvezda Kirovohrad           | 32 | 28 | 11 | 10 | 7  | 42 | 21 | +21 |
|  | 7.   | Spartak Minsk               | 31 | 28 | 13 | 5  | 10 | 33 | 28 | +5  |
|  | 8.   | Šachter Stalinogorsk        | 29 | 28 | 9  | 11 | 8  | 24 | 23 | +1  |
|  | 9.   | Avangard Žytomyr            | 27 | 28 | 9  | 9  | 10 | 41 | 34 | +7  |
|  | 10.  | Znamja Truda                | 26 | 28 | 9  | 8  | 11 | 33 | 39 | -6  |
|  | 11.  | Trudovye Rezervy Kursk      | 25 | 28 | 6  | 13 | 9  | 42 | 50 | -8  |
|  | 12.  | Avangard Krivoj Rog         | 19 | 28 | 7  | 5  | 16 | 24 | 51 | -27 |
|  | 13.  | Trud Tula                   | 18 | 28 | 5  | 8  | 15 | 26 | 44 | -18 |
|  | 14.  | Kolchoznik Poltava          | 18 | 28 | 6  | 6  | 16 | 23 | 46 | -23 |
|  | 15.  | Lokomotiv Gomel             | 7  | 28 | 0  | 7  | 21 | 17 | 61 | -44 |

### Verdetti
- Trudovye Rezervy Leningrado ammesso al girone russo di promozione.
- Avangard Charkiv promosso come rappresentante dell'Ucraina.
- Spartak Minsk promosso come rappresentante della Bielorussia.

### Risultati
|                             | TRL  | TrG  | AvC  | KoC  | ArK  | ZvK  | SpM  | SSt  | AvZ  | ZnT  | TRK  | AKR  | TrT  | KoP  | LoG  |
| --------------------------- | ---- | ---- | ---- | ---- | ---- | ---- | ---- | ---- | ---- | ---- | ---- | ---- | ---- | ---- | ---- |
| Trudovye Rezervy Leningrado | –––– | 3-0  | 2-0  | 6-2  | 4-0  | 0-0  | 2-0  | 1-0  | 2-1  | 2-1  | 3-3  | 5-0  | 3-2  | 0-1  | 4-0  |
| Trud Gluchovo               | 2-2  | –––– | 1-1  | 0-0  | 2-0  | 2-2  | 1-0  | 1-1  | 1-0  | 2-1  | 2-2  | 3-0  | 1-0  | 4-0  | 3-1  |
| Avangard Charkiv            | 0-0  | 0-3  | –––– | 2-0  | 3-0  | 0-2  | 0-0  | 2-0  | 2-0  | 1-1  | 5-1  | 3-2  | 0-0  | 1-1  | 4-1  |
| Kolchoznik Čerkasy          | 0-1  | 1-0  | 1-1  | –––– | 2-3  | 1-0  | 2-1  | 1-0  | 2-1  | 1-0  | 3-1  | 3-0  | 3-0  | 1-0  | 3-0  |
| Arsenal Kiev                | 0-0  | 2-1  | 4-0  | 1-1  | –––– | 3-0  | 3-2  | 0-1  | 2-2  | 1-2  | 3-2  | 4-2  | 2-1  | 2-2  | 2-0  |
| Zvevda Kirovohrad           | 0-1  | 1-1  | 1-1  | 1-1  | 0-1  | –––– | 2-0  | 1-1  | 0-0  | 4-1  | 3-0  | 5-0  | 2-0  | 3-1  | 5-0  |
| Spartak Minsk               | 0-1  | 2-0  | 1-1  | 1-0  | 0-0  | 1-0  | –––– | 0-2  | 3-2  | 1-0  | 1-2  | 1-0  | 1-1  | 2-0  | 1-0  |
| Šachter Stalinogorsk        | 1-1  | 1-1  | 0-2  | 0-0  | 1-0  | 2-0  | 2-2  | –––– | 2-1  | 1-1  | 1-1  | 2-1  | 0-0  | 1-0  | 1-0  |
| Avangard Žytomyr            | 0-2  | 1-1  | 0-1  | 1-1  | 1-1  | 1-0  | 1-0  | 1-0  | –––– | 2-0  | 4-0  | 4-1  | 3-1  | 1-1  | 4-0  |
| Znamya Truda                | 1-0  | 0-1  | 0-2  | 0-0  | 0-6  | 0-0  | 1-2  | 1-0  | 2-2  | –––– | 3-2  | 1-1  | 3-2  | 3-0  | 1-0  |
| Trudovye Rezervy Kursk      | 0-1  | 1-1  | 3-3  | 1-1  | 1-2  | 0-0  | 4-2  | 1-1  | 2-2  | 2-2  | –––– | 1-1  | 2-1  | 2-1  | 3-0  |
| Avangard Krivoj Rog         | 0-2  | 0-1  | 1-2  | 1-0  | 2-1  | 0-0  | 1-3  | 1-1  | 1-0  | 0-2  | 2-0  | –––– | 1-2  | 1-1  | 2-1  |
| Trud Tula                   | 2-1  | 0-1  | 1-1  | 1-2  | 1-2  | 2-7  | 0-1  | 1-0  | 2-4  | 2-0  | 1-1  | 0-1  | –––– | 1-0  | 1-1  |
| Kolchoznik Poltava          | 0-1  | 0-4  | 0-1  | 0-2  | 2-2  | 0-1  | 0-2  | 1-0  | 3-1  | 1-5  | 1-4  | 3-0  | 0-0  | –––– | 2-0  |
| Lokomotiv Gomel             | 3-5  | 1-1  | 0-1  | 1-2  | 2-2  | 1-2  | 0-3  | 1-2  | 1-1  | 1-1  | 0-0  | 0-2  | 1-1  | 1-2  | –––– |

## Girone 3

### Squadre partecipanti
| Squadra                 | Repubblica    | Città          | Stagione precedente                               |
| ----------------------- | ------------- | -------------- | ------------------------------------------------- |
| Kuban'                  | RSFS Russa    | Krasnodar      | 3° nel Girone 4 di Klass B                        |
| Lokomotiv Tbilisi       | RSS Georgiana | Tbilisi        | non iscritta al campionato                        |
| Neftyanik Baku          | RSS Azera     | Baku           | 7° nel Girone 4 di Klass B                        |
| Rostsel'maš             | RSFS Russa    | Rostov sul Don | 3° nel Girone 2 di Klass B                        |
| Širak Leninakan         | RSS Armena    | Leninakan      | 14° nel Girone 4 di Klass B                       |
| SKVO Tbilisi            | RSS Georgiana | Tbilisi        | 6° nel Girone 5 di Klass B                        |
| Spartak Erevan          | RSS Armena    | Erevan         | 2° nel Girone 4 di Klass B                        |
| Spartak Nal'čik         | RSFS Russa    | Nal'čik        | non iscritta al campionato                        |
| Spartak Stavropol'      | RSFS Russa    | Stavropol'     | 13° nel Girone 4 di Klass B                       |
| Tekstilshchik Kirovabad | RSS Azera     | Kirovabad      | non iscritta al campionato                        |
| Temp Machačkala         | RSFS Russa    | Machačkala     | 15° nel Girone 4 di Klass B                       |
| Terek Groznyj           | RSFS Russa    | Groznyj        | 8° nel Girone 4 di Klass B                        |
| T'orp'edo Kutaisi       | RSS Georgiana | Kutaisi        | 4° nel Girone 4 di Klass B, col nome di Lokomotiv |
| Torpedo Taganrog        | RSFS Russa    | Taganrog       | 5° nel Girone 1 di Klass B                        |

### Classifica finale
|  | Pos. | Squadra                 | Pt | G  | V  | N | P  | GF | GS | DR  |
|  | ---- | ----------------------- | -- | -- | -- | - | -- | -- | -- | --- |
|  | 1.   | Spartak Erevan          | 41 | 26 | 16 | 9 | 1  | 41 | 18 | +23 |
|  | 2.   | Terek Groznyj           | 35 | 26 | 14 | 7 | 5  | 35 | 23 | +12 |
|  | 3.   | Torpedo Taganrog        | 33 | 26 | 14 | 5 | 7  | 35 | 25 | +10 |
|  | 4.   | Širak Leninakan         | 28 | 26 | 10 | 8 | 8  | 32 | 27 | +5  |
|  | 5.   | Kuban'                  | 28 | 26 | 10 | 8 | 8  | 35 | 32 | +3  |
|  | 6.   | T'orp'edo Kutaisi       | 28 | 26 | 11 | 6 | 9  | 36 | 34 | +2  |
|  | 7.   | SKVO Tbilisi            | 27 | 26 | 12 | 3 | 11 | 51 | 41 | +10 |
|  | 8.   | Rostsel'maš             | 25 | 26 | 10 | 5 | 11 | 46 | 38 | +8  |
|  | 9.   | Spartak Stavropol'      | 23 | 26 | 9  | 5 | 12 | 30 | 35 | -5  |
|  | 10.  | Spartak Nal'čik         | 22 | 26 | 8  | 6 | 12 | 30 | 40 | -10 |
|  | 11.  | Lokomotiv Tbilisi       | 21 | 26 | 8  | 5 | 13 | 36 | 44 | -8  |
|  | 12.  | Neftyanik Baku          | 20 | 26 | 7  | 6 | 13 | 25 | 38 | -13 |
|  | 13.  | Temp Machačkala         | 17 | 26 | 5  | 7 | 14 | 19 | 35 | -16 |
|  | 14.  | Tekstilshchik Kirovabad | 16 | 26 | 7  | 2 | 17 | 31 | 52 | -21 |

### Verdetti
- Spartak Erevan promosso come rappresentante dell'Armenia.
- Neftyanik Baku promosso come rappresentante dell'Azerbaigian.

### Risultati
|                         | SpE  | TeG  | ToT  | SiL  | Kub  | ToK  | SKT  | Ros  | SpS  | SpN  | LoT  | NeB  | TeM   | TeK  |
| ----------------------- | ---- | ---- | ---- | ---- | ---- | ---- | ---- | ---- | ---- | ---- | ---- | ---- | ----- | ---- |
| Spartak Erevan          | –––– | 0-0  | 0-0  | 1-0  | 4-1  | 2-1  | 2-1  | 2-1  | 1-0  | 1-1  | 3-2  | 1-0  | 3-0   | 2-1  |
| Terek Groznyj           | 0-1  | –––– | 2-2  | 3-0  | 1-0  | 3-1  | 1-0  | 2-1  | 1-0  | 2-1  | 4-1  | 2-0  | 0-0   | 2-1  |
| Torpedo Taganrog        | 0-2  | 1-0  | –––– | 2-3  | 2-0  | 1-0  | 3-2  | 2-0  | 1-1  | 2-1  | 1-0  | 2-0  | 2-0   | 4-2  |
| Širak Leninakan         | 0-1  | 1-1  | 0-2  | –––– | 0-2  | 2-0  | 2-1  | 2-0  | 3-0  | 1-0  | 2-1  | 0-0  | 2-0   | 3-0  |
| Kuban'                  | 1-1  | 1-1  | 0-2  | 1-1  | –––– | 2-1  | 3-1  | 1-0  | 2-1  | 1-1  | 2-0  | 1-1  | 3-0   | 2-1  |
| Torpedo Kutaisi         | 1-1  | 0-1  | 1-0  | 1-1  | 2-0  | –––– | 2-0  | 3-1  | 3-0  | 2-1  | 3-3  | 2-1  | 3-2   | 1-0  |
| SKVO Tbilisi            | 0-2  | 4-0  | 3-1  | 2-1  | 1-0  | 2-0  | –––– | 7-4  | 4-1  | 5-0  | 3-2  | 1-1  | 3-1   | 6-3  |
| Rostsel'maš             | 0-1  | 1-2  | 1-3  | 3-1  | 1-1  | 2-0  | 1-1  | –––– | 2-0  | 3-3  | 5-0  | 5-1  | 3-1   | 4-0  |
| Spartak Stavropol'      | 3-3  | 1-0  | 2-0  | 0-0  | 1-0  | 3-3  | 3-0  | 2-2  | –––– | 1-2  | 2-0  | 4-0  | 3-1   | 0-1  |
| Spartak-Nal'čik         | 1-1  | 2-2  | 0-1  | 2-1  | 1-2  | 2-0  | 3-1  | 0-3  | 0-1  | –––– | 2-1  | 0-1  | [ 5 ] | 4-1  |
| Lokomotiv Tbilisi       | 1-4  | 0-0  | 0-0  | 1-1  | 5-1  | 1-2  | 1-1  | 3-1  | 2-0  | 4-1  | –––– | 1-0  | [ 6 ] | 2-1  |
| Neftyanik Baku          | 1-0  | 1-2  | 3-1  | 1-1  | 0-5  | 1-1  | 0-2  | 0-1  | 0-1  | 1-1  | 3-1  | –––– | 4-0   | 2-0  |
| Temp Machačkala         | 1-1  | 1-2  | 0-0  | 1-1  | 1-1  | 1-1  | 1-0  | 0-0  | 2-0  | 0-1  | 1-0  | 2-0  | ––––  | 3-0  |
| Tekstilshchik Kirovabad | 1-1  | 2-1  | 2-0  | 1-3  | 2-2  | 1-2  | 3-0  | 0-1  | 2-0  | 2-0  | 1-4  | 1-3  | 2-0   | –––– |

## Girone 4

### Squadre partecipanti
| Squadra            | Repubblica     | Città       | Stagione precedente                              |
| ------------------ | -------------- | ----------- | ------------------------------------------------ |
| Avangard           | RSS Ucraina    | Sinferopoli | 15° nel Girone 2 di Klass B                      |
| Avangard Ternopol  | RSS Ucraina    | Ternopol    | non iscritta al campionato                       |
| Baltika            | RSFS Russa     | Kaliningrad | 15° nel Girone 3 di Klass B                      |
| Čornomorec'        | RSS Ucraina    | Odessa      | 12° nel Girone 3 di Klass B                      |
| Daugava Rīga       | RSS Lettone    | Riga        | 13° nel Girone 3 di Klass B                      |
| Dünamo Tallinn     | RSS Estone     | Tallinn     | 7° nel Girone 3 di Klass B                       |
| Kolchoznik Rivne   | RSS Ucraina    | Rivne       | 14° nel Girone 3 di Klass B                      |
| Lokomotyv Vinnycja | RSS Ucraina    | Vinnycja    | 3° nel Girone 3 di Klass B                       |
| SKChF Sebastopoli  | RSS Ucraina    | Sebastopoli | 1° nel Girone 2 di Klass B, 2º nel girone finale |
| SKVO Leopoli       | RSS Ucraina    | Leopoli     | 1° nel Girone 3 di Klass B, 5º nel girone finale |
| SKVO Odessa        | RSS Ucraina    | Odessa      | 1° nel Girone 1 di Klass B, 4º nel girone finale |
| Spartak Stanislav  | RSS Ucraina    | Stanislaviv | 5° nel Girone 3 di Klass B                       |
| Spartak Užhorod    | RSS Ucraina    | Užhorod     | 4° nel Girone 3 di Klass B                       |
| Spartak Vilnius    | RSS Lituana    | Vilnius     | 10° nel Girone 3 di Klass B                      |
| Urožaj Minsk       | RSS Bielorussa | Minsk       | 9° nel Girone 3 di Klass B                       |

### Classifica finale
|  | Pos. | Squadra            | Pt | G  | V  | N | P  | GF | GS | DR  |
|  | ---- | ------------------ | -- | -- | -- | - | -- | -- | -- | --- |
|  | 1.   | Lokomotyv Vinnycja | 41 | 28 | 17 | 7 | 4  | 59 | 30 | +29 |
|  | 2.   | Baltika            | 40 | 28 | 17 | 6 | 5  | 58 | 27 | +31 |
|  | 3.   | SKVO Odessa        | 36 | 28 | 16 | 4 | 8  | 41 | 26 | +15 |
|  | 4.   | Čornomorec'        | 34 | 28 | 15 | 4 | 9  | 40 | 25 | +15 |
|  | 5.   | Spartak Vilnius    | 34 | 28 | 14 | 6 | 8  | 38 | 31 | +7  |
|  | 6.   | SKVO Leopoli       | 33 | 28 | 14 | 5 | 9  | 48 | 27 | +21 |
|  | 7.   | Spartak Užhorod    | 29 | 28 | 12 | 5 | 11 | 34 | 34 | +0  |
|  | 8.   | Dünamo Tallinn     | 28 | 28 | 11 | 6 | 11 | 37 | 35 | +2  |
|  | 9.   | Kolchoznik Rivne   | 24 | 28 | 8  | 8 | 12 | 49 | 49 | +0  |
|  | 10.  | SKChF Sebastopoli  | 23 | 28 | 9  | 5 | 14 | 31 | 46 | -15 |
|  | 11.  | Daugava Rīga       | 21 | 28 | 7  | 7 | 14 | 32 | 44 | -12 |
|  | 12.  | Avangard           | 21 | 28 | 6  | 9 | 13 | 20 | 38 | -18 |
|  | 13.  | Urožaj Minsk       | 20 | 28 | 7  | 6 | 15 | 25 | 46 | -21 |
|  | 14.  | Spartak Stanislav  | 18 | 28 | 7  | 4 | 17 | 26 | 53 | -27 |
|  | 15.  | Avangard Ternopol  | 18 | 28 | 6  | 6 | 16 | 23 | 50 | -27 |

### Verdetti
- Spartak Vilnius promosso come rappresentante della Lituania.
- Daugava Rīga promosso come rappresentante della Lettonia.

### Risultati
|                      | LoV  | BaK  | SKO  | Cor   | SèV  | SKL  | SpU  | DTa  | KoR  | SKS  | DaR  | AvS  | UrM  | SpS  | AvT  |
| -------------------- | ---- | ---- | ---- | ----- | ---- | ---- | ---- | ---- | ---- | ---- | ---- | ---- | ---- | ---- | ---- |
| Lokomotyv Vinnycja   | –––– | 3-2  | 4-1  | 1-1   | 4-1  | 1-0  | 2-1  | 4-1  | 5-2  | 2-0  | 1-1  | 1-0  | 4-0  | 3-0  | 1-1  |
| Baltika Kaliningrad  | 6-2  | –––– | 1-1  | 1-1   | 3-1  | 0-2  | 1-0  | 5-1  | 2-1  | 4-1  | 2-0  | 2-0  | 2-2  | 6-0  | 1-0  |
| SKVO Odessa          | 1-1  | 1-3  | –––– | 0-1   | 3-0  | 0-1  | 0-1  | 3-1  | 1-0  | 2-0  | 4-0  | 1-1  | 4-1  | 1-0  | 0-0  |
| Čornomorec'          | 3-2  | 1-2  | 0-1  | ––––  | 0-2  | 1-0  | 1-0  | 2-0  | 1-1  | 4-1  | 0-1  | 4-0  | 2-1  | 1-0  | 6-0  |
| Spartak Vilnius      | 0-0  | 2-1  | 1-2  | 0-1   | –––– | 3-2  | 0-0  | 0-0  | 2-1  | 0-0  | 1-0  | 2-0  | 2-0  | 4-0  | 3-0  |
| SKVO Leopoli         | 1-3  | 0-1  | 3-0  | 1-0   | 5-0  | –––– | 5-1  | 1-2  | 2-0  | 5-0  | 1-1  | 2-2  | 0-1  | 4-2  | 2-1  |
| Spartak Užhorod      | 1-0  | 0-0  | 0-1  | 1-3   | 1-3  | 1-2  | –––– | 1-0  | 3-2  | 2-3  | 2-0  | 2-1  | 1-0  | 4-2  | 3-0  |
| Dünamo Tallinn       | 0-0  | 2-1  | 1-0  | 3-1   | 0-2  | 0-0  | 0-0  | –––– | 2-2  | 3-0  | 1-1  | 4-1  | 2-0  | 3-0  | 3-0  |
| Kolchoznik Rivne     | 2-3  | 0-4  | 1-2  | 1-1   | 3-2  | 1-0  | 3-0  | 2-1  | –––– | 1-1  | 3-0  | 1-1  | 6-1  | 3-0  | 6-1  |
| SKChF Sebastopoli    | 4-1  | 0-3  | 1-2  | 0-2   | 0-0  | 3-1  | 0-2  | 1-0  | 1-1  | –––– | 4-1  | 1-0  | 3-0  | 3-0  | 2-0  |
| Daugava Rīga         | 1-4  | 5-1  | 0-1  | 2-1   | 0-2  | 1-1  | 3-1  | 1-2  | 5-2  | 0-0  | –––– | 0-0  | 1-1  | 2-3  | 0-1  |
| Avangard Sinferopoli | 0-4  | 0-0  | 0-1  | 2-1   | 1-1  | 0-1  | 0-2  | 3-2  | 2-1  | 1-0  | 2-1  | –––– | 1-2  | 0-0  | 0-0  |
| Urožaj Minsk         | 0-0  | 0-1  | 0-1  | 0-1   | 1-2  | 1-1  | 1-3  | 1-0  | 1-1  | 3-1  | 1-0  | 1-2  | –––– | 1-0  | 3-1  |
| Spartak Stanislav    | 0-1  | 1-3  | 3-2  | 2-0   | 2-0  | 0-2  | 0-0  | 2-1  | 2-2  | 3-0  | 2-4  | 1-0  | 0-0  | –––– | 0-1  |
| Avangard Ternopol    | 0-2  | 0-0  | 1-5  | [ 7 ] | 1-2  | 1-3  | 1-1  | 1-2  | 3-0  | 3-1  | 0-1  | 0-0  | 4-2  | 2-1  | –––– |

## Girone 5

### Squadre partecipanti
| Squadra                  | Repubblica  | Città       | Stagione precedente                            |
| ------------------------ | ----------- | ----------- | ---------------------------------------------- |
| Admiralteec              | RSFS Russa  | Leningrado  | 12° in Klass A, retrocesso                     |
| Energija Volžskij        | RSFS Russa  | Volžskij    | 16° nel Girone 1 di Klass B                    |
| Lokomotiv Stalino        | RSS Ucraina | Stalino     | 9° nel Girone 4 di Klass B                     |
| Raketa Gor'kij           | RSFS Russa  | Gor'kij     | 12° nel Girone 2 di Klass B                    |
| Šachtar Horlivka         | RSS Ucraina | Horlivka    | non iscritta al campionato                     |
| Šachtar Kadiïvka         | RSS Ucraina | Kadievka    | 10° nel Girone 4 di Klass B                    |
| Šachtër Šachty           | RSFS Russa  | Šachty      | 11° nel Girone 4 di Klass B                    |
| Spartak Ul'janovsk       | RSFS Russa  | Ul'janovsk  | 15° nel Girone 1 di Klass B col nome di Dinamo |
| Tekstilščik Ivanovo      | RSFS Russa  | Ivanovo     | 5° nel Girone 2 di Klass B                     |
| Torpedo Gor'kij          | RSFS Russa  | Gor'kij     | 6° nel Girone 1 di Klass B                     |
| Traktor Stalingrado      | RSFS Russa  | Stalingrado | 4° nel Girone 1 di Klass B                     |
| Trudovi Rezervy Luhans'k | RSS Ucraina | Luhans'k    | 6° nel Girone 2 di Klass B                     |
| Volga Kalinin            | RSFS Russa  | Kalinin     | 11° nel Girone 2 di Klass B                    |
| Zenit Iževsk             | RSFS Russa  | Iževsk      | 10° nel Girone 1 di Klass B                    |

### Classifica finale
|  | Pos. | Squadra                  | Pt | G  | V  | N  | P  | GF | GS | DR  |
|  | ---- | ------------------------ | -- | -- | -- | -- | -- | -- | -- | --- |
|  | 1.   | Admiralteec              | 36 | 26 | 13 | 10 | 3  | 53 | 27 | +26 |
|  | 1.   | Volga Kalinin            | 36 | 26 | 15 | 6  | 5  | 58 | 31 | +27 |
|  | 3.   | Zenit Iževsk             | 34 | 26 | 14 | 6  | 6  | 48 | 33 | +15 |
|  | 4.   | Trudovi Rezervy Luhans'k | 33 | 26 | 15 | 3  | 8  | 55 | 31 | +24 |
|  | 5.   | Lokomotiv Stalino        | 33 | 26 | 15 | 3  | 8  | 58 | 42 | +16 |
|  | 6.   | Šachtar Kadiïvka         | 28 | 26 | 10 | 8  | 8  | 29 | 28 | +1  |
|  | 7.   | Traktor Stalingrado      | 26 | 26 | 10 | 6  | 10 | 46 | 39 | +7  |
|  | 8.   | Torpedo Gor'kij          | 25 | 26 | 9  | 7  | 10 | 39 | 37 | +2  |
|  | 9.   | Raketa Gor'kij           | 22 | 26 | 7  | 8  | 11 | 33 | 39 | -6  |
|  | 10.  | Spartak Ul'janovsk       | 21 | 26 | 9  | 3  | 14 | 36 | 53 | -17 |
|  | 11.  | Tekstilščik Ivanovo      | 19 | 26 | 5  | 9  | 12 | 29 | 45 | -16 |
|  | 12.  | Šachtar Horlivka         | 19 | 26 | 7  | 5  | 14 | 25 | 47 | -22 |
|  | 13.  | Energija Volžskij        | 19 | 26 | 6  | 7  | 13 | 24 | 50 | -26 |
|  | 14.  | Šachtër Šachty           | 13 | 26 | 5  | 3  | 18 | 29 | 60 | -31 |

### Spareggio
| Rostov sul Don 25 ottobre 1959 | Admiralteec | 4 – 1 referto | Volga Kalinin |  |

### Verdetti
- Admiralteec ammesso al girone russo di promozione.

### Risultati
|                     | Adm  | VoK  | ZeI  | TRL  | LoS  | SKa  | TrS  | ToG  | RaG  | SpU  | TeI  | SHo  | EnV  | SaS  |
| ------------------- | ---- | ---- | ---- | ---- | ---- | ---- | ---- | ---- | ---- | ---- | ---- | ---- | ---- | ---- |
| Admiralteyets       | –––– | 2-1  | 4-1  | 3-1  | 2-0  | 1-0  | 0-3  | 5-1  | 1-1  | 2-1  | 1-1  | 1-0  | 9-0  | 0-0  |
| Volga Kalinin       | 2-2  | –––– | 0-0  | 3-1  | 3-2  | 1-0  | 1-1  | 2-1  | 4-1  | 7-0  | 2-0  | 3-1  | 3-0  | 6-0  |
| Zenit-Iževsk        | 2-0  | 3-1  | –––– | 2-2  | 4-2  | 3-1  | 3-1  | 4-1  | 5-1  | 1-0  | 1-1  | 2-2  | 1-0  | 4-3  |
| Trudovye Rezervy Lg | 1-3  | 3-0  | 2-2  | –––– | 3-1  | 2-0  | 4-0  | 0-3  | 2-1  | 0-1  | 4-1  | 2-1  | 2-0  | 4-0  |
| Lokomotiv Stalino   | 1-1  | 2-2  | 2-1  | 2-1  | –––– | 1-2  | 2-0  | 3-1  | 2-1  | 3-1  | 4-1  | 3-0  | 5-0  | 4-0  |
| Šachtar Kadievka    | 1-1  | 1-0  | 1-1  | 0-2  | 1-0  | –––– | 1-0  | 0-0  | 2-2  | 1-0  | 1-2  | 1-0  | 0-0  | 1-4  |
| Traktor Stalingrado | 2-1  | 1-3  | 4-1  | 1-1  | 2-4  | 2-2  | –––– | 1-0  | 2-1  | 6-0  | 0-0  | 2-1  | 4-1  | 3-0  |
| Torpedo Gor'kij     | 1-3  | 3-0  | 1-2  | 2-1  | 0-1  | 2-2  | 2-0  | –––– | 2-2  | 6-1  | 0-0  | 3-0  | 1-0  | 3-2  |
| Raketa Gor'kij      | 2-2  | 1-5  | 1-0  | 1-3  | 0-0  | 1-1  | 2-1  | 0-2  | –––– | 3-1  | 1-2  | 5-0  | 3-0  | 1-0  |
| Spartak Ul'janovsk  | 3-5  | 1-2  | 0-2  | 1-3  | 5-1  | 1-2  | 2-1  | 1-1  | 1-0  | –––– | 4-1  | 4-0  | 1-0  | 1-1  |
| Tekstilščik Ivanovo | 2-2  | 1-2  | 1-0  | 0-2  | 1-4  | 1-2  | 1-1  | 2-0  | 0-0  | 2-2  | –––– | 0-2  | 3-3  | 5-1  |
| Šachtar Horlivka    | 0-2  | 2-2  | 2-1  | 3-1  | 4-1  | 0-3  | 1-1  | 1-1  | 0-2  | 0-2  | 1-0  | –––– | 1-1  | 2-1  |
| Energija Volžskij   | 0-0  | 0-0  | 0-1  | 0-5  | 3-4  | 1-0  | 0-4  | 2-2  | 0-0  | 3-1  | 1-0  | 3-0  | –––– | 2-0  |
| Šachter Šachty      | 0-0  | 2-3  | 0-1  | 0-3  | 3-4  | 0-3  | 5-3  | 2-0  | 1-0  | 0-1  | 4-1  | 0-1  | 0-4  | –––– |

## Girone 6

### Squadre partecipanti
| Squadra                    | Repubblica   | Città        | Stagione precedente                               |
| -------------------------- | ------------ | ------------ | ------------------------------------------------- |
| Chosilot Stalinabad        | RSS Tagika   | Stalinabad   | 16° nel Girone 3 di Klass B                       |
| Kolchozči Aşgabat          | RSS Turkmena | Aşgabat      | 13° nel Girone 3 di Klass B                       |
| Lokomotiv Čeljabinsk       | RSFS Russa   | Čeljabinsk   | 11° nel Girone 3 di Klass B                       |
| Mašinostroitel' Sverdlovsk | RSFS Russa   | Sverdlovsk   | 8° nel Girone 3 di Klass B                        |
| Metallurg Magnitogorsk     | RSFS Russa   | Magnitogorsk | 8° nel Girone 3 di Klass B                        |
| Metallurg Nižnij Tagil     | RSFS Russa   | Nižnij Tagil | 8° nel Girone 3 di Klass B                        |
| Pamir Leninabad            | RSS Tagika   | Leninabad    | 8° nel Girone 3 di Klass B                        |
| Paxtakor                   | RSS Uzbeka   | Tashkent     | 10° nel Girone 3 di Klass B                       |
| Qairat                     | RSS Kazaka   | Alma-Ata     | 7° nel Girone 3 di Klass B                        |
| Shahter Qaraǵandy          | RSS Kazaka   | Qarağandı    | 8° nel Girone 3 di Klass B                        |
| Spartak Frunze             | RSS Kirghisa | Frunze       | 14° nel Girone 3 di Klass B                       |
| Stroitel' Ufa              | RSFS Russa   | Ufa          | 7° nel Girone 5 di Klass B, col nome di Devon Ufa |
| Trudovye Rezervy Tashkent  | RSS Uzbeka   | Tashkent     | non iscritta al campionato                        |
| Zvezda Perm'               | RSFS Russa   | Perm'        | 5° nel Girone 3 di Klass B                        |

### Classifica finale
|  | Pos. | Squadra                    | Pt | G  | V  | N  | P  | GF | GS | DR  |
|  | ---- | -------------------------- | -- | -- | -- | -- | -- | -- | -- | --- |
|  | 1.   | Pamir Leninabad            | 36 | 26 | 16 | 4  | 6  | 41 | 34 | +7  |
|  | 2.   | Mašinostroitel' Sverdlovsk | 32 | 26 | 13 | 6  | 7  | 51 | 29 | +22 |
|  | 3.   | Metallurg Magnitogorsk     | 32 | 26 | 15 | 2  | 9  | 46 | 31 | +15 |
|  | 4.   | Paxtakor                   | 32 | 26 | 13 | 6  | 7  | 40 | 33 | +7  |
|  | 5.   | Zvezda Perm'               | 31 | 26 | 13 | 5  | 8  | 41 | 31 | +10 |
|  | 6.   | Qairat                     | 30 | 26 | 11 | 8  | 7  | 46 | 37 | +9  |
|  | 7.   | Trudovye Rezervy Tashkent  | 29 | 26 | 11 | 7  | 8  | 33 | 28 | +5  |
|  | 8.   | Spartak Frunze             | 26 | 26 | 8  | 10 | 8  | 36 | 36 | +0  |
|  | 9.   | Metallurg Nižnij Tagil     | 24 | 26 | 9  | 6  | 11 | 44 | 36 | +8  |
|  | 10.  | Lokomotiv Čeljabinsk       | 20 | 26 | 7  | 6  | 13 | 34 | 40 | -6  |
|  | 11.  | Shahter Qaraǵandy          | 20 | 26 | 8  | 4  | 14 | 36 | 49 | -13 |
|  | 12.  | Kolchozči Aşgabat          | 20 | 26 | 9  | 2  | 15 | 36 | 51 | -15 |
|  | 13.  | Stroitel' Ufa              | 19 | 26 | 7  | 5  | 14 | 25 | 39 | -14 |
|  | 14.  | Chosilot Stalinabad        | 13 | 26 | 6  | 1  | 19 | 26 | 61 | -35 |

### Verdetti
- Paxtakor promosso come rappresentante dell'Uzbekistan.
- Qayrat promosso come rappresentante del Kazakistan.

### Risultati
|                            | PaL  | MaS  | MeM  | Pax  | ZvP  | Qay  | TRT    | SpF  | MNT  | LoC  | SKa  | KoA  | StU    | CSt  |
| -------------------------- | ---- | ---- | ---- | ---- | ---- | ---- | ------ | ---- | ---- | ---- | ---- | ---- | ------ | ---- |
| Pamir Leninabad            | –––– | 1-0  | 1-7  | 1-0  | 0-0  | 3-1  | 2-1    | 1-0  | 2-1  | 2-1  | 1-0  | 4-2  | [ 11 ] | 2-0  |
| Mašinostroitel' Sverdlovsk | 5-1  | –––– | 0-2  | 5-0  | 2-1  | 1-1  | 2-1    | 0-0  | 1-0  | 1-1  | 5-1  | 2-0  | 1-2    | 4-0  |
| Metallurg Magnitogorsk     | 1-0  | 2-1  | –––– | 1-1  | 2-1  | 3-1  | 0-1    | 3-2  | 2-1  | 2-0  | 2-0  | 0-1  | 4-1    | 2-1  |
| Paxtakor                   | 3-3  | 1-3  | 1-0  | –––– | 1-1  | 3-3  | 0-0    | 3-2  | 3-0  | 2-0  | 2-0  | 3-2  | 2-0    | 2-0  |
| Zvezda Perm                | 4-1  | 2-1  | 0-1  | 2-2  | –––– | 3-2  | 2-1    | 1-3  | 0-2  | 2-1  | 1-1  | 5-2  | 4-0    | 2-1  |
| Qayrat                     | 2-1  | 5-3  | 1-0  | 1-0  | 2-0  | –––– | 3-1    | 1-1  | 0-4  | 3-0  | 2-0  | 0-2  | 2-2    | 6-1  |
| Trudovye Rezervy Tashkent  | 1-0  | 4-1  | 3-2  | 1-2  | 0-1  | 1-1  | ––––   | 2-2  | 1-1  | 1-0  | 2-2  | 3-1  | 0-0    | 3-1  |
| Spartak Frunze             | 2-2  | 2-2  | 2-1  | 1-0  | 0-0  | 0-0  | 2-4    | –––– | 2-0  | 0-1  | 3-2  | 1-0  | 2-2    | 4-0  |
| Metallurg Nižnij Tagil     | 1-2  | 2-2  | 6-1  | 4-1  | 2-3  | 1-4  | 0-1    | 1-1  | –––– | 3-1  | 4-1  | 2-0  | 2-0    | 0-1  |
| Lokomotiv Čeljabinsk       | 0-0  | 0-3  | 1-2  | 2-1  | 0-1  | 0-0  | 2-0    | 1-1  | 2-2  | –––– | 6-3  | 1-3  | 3-1    | 6-0  |
| Şaxter Qarağandı           | 0-2  | 0-0  | 0-0  | 0-1  | 1-0  | 1-0  | 1-0    | 0-2  | 1-2  | 3-2  | –––– | 4-3  | 3-0    | 5-1  |
| Kolchozči Aşgabat          | 1-5  | 0-2  | 0-3  | 0-2  | 1-2  | 4-2  | 0-0    | 3-0  | 1-1  | 2-0  | 4-3  | –––– | [ 12 ] | 4-1  |
| Stroitel Ufa               | 0-2  | 0-3  | 2-1  | 1-2  | 2-1  | 2-2  | [ 13 ] | 2-0  | 1-0  | 1-1  | 1-2  | 2-0  | ––––   | 3-2  |
| Chosilot Stalinabad        | 1-2  | 0-1  | 3-2  | 0-2  | 0-2  | 0-1  | 0-1    | 4-1  | 2-2  | 1-2  | 3-2  | 3-0  | [ 14 ] | –––– |

## Girone 7

### Squadre partecipanti
| Squadra                | Repubblica | Città                | Stagione precedente                                  |
| ---------------------- | ---------- | -------------------- | ---------------------------------------------------- |
| Chimik Kemerovo        | RSFS Russa | Kemerovo             | 7° nel Girone 6 di Klass B                           |
| Ėnergija Irkutsk       | RSFS Russa | Irkutsk              | 6° nel Girone 6 di Klass B                           |
| Irtyš Omsk             | RSFS Russa | Omsk                 | 10° nel Girone 6 di Klass B                          |
| Lokomotiv K.N.A.       | RSFS Russa | Komsomol'sk-na-Amure | 8° nel Girone 6 di Klass B                           |
| Lokomotiv Krasnojarsk  | RSFS Russa | Krasnojarsk          | 9° nel Girone 6 di Klass B                           |
| Lokomotiv Ulan-Ude     | RSFS Russa | Ulan-Udė             | 14° nel Girone 6 di Klass B                          |
| Luč Vladivostok        | RSFS Russa | Vladivostok          | 5° nel Girone 6 di Klass B                           |
| Metallurg Stalinsk     | RSFS Russa | Stalinsk             | 11° nel Girone 6 di Klass B                          |
| Sibelektromotor        | RSFS Russa | Tomsk                | 3° nel Girone 6 di Klass B, col nome di Tomich Tomsk |
| Sibsel'maš Novosibirsk | RSFS Russa | Novosibirsk          | 2° nel Girone 6 di Klass B                           |
| SKVO-Chabarovsk        | RSFS Russa | Chabarovsk           | 1° nel Girone 6 di Klass B, 6º posto finale          |
| SKVO Čita              | RSFS Russa | Čita                 | 12° nel Girone 6 di Klass B                          |
| SKVO Sverdlovsk        | RSFS Russa | Sverdlovsk           | 1° nel Girone 5 di Klass B, 2º posto finale          |
| Urožaj Barnaul         | RSFS Russa | Barnaul              | 3° nel Girone 6 di Klass B                           |

### Classifica finale
|  | Pos. | Squadra                | Pt | G  | V  | N | P  | GF | GS | DR  |
|  | ---- | ---------------------- | -- | -- | -- | - | -- | -- | -- | --- |
|  | 1.   | SKVO Sverdlovsk        | 39 | 26 | 17 | 5 | 4  | 64 | 24 | +40 |
|  | 1.   | Lokomotiv Krasnojarsk  | 39 | 26 | 17 | 5 | 4  | 50 | 20 | +30 |
|  | 3.   | SKVO-Chabarovsk        | 36 | 26 | 14 | 8 | 4  | 39 | 23 | +16 |
|  | 4.   | Chimik Kemerovo        | 33 | 26 | 14 | 5 | 7  | 56 | 38 | +18 |
|  | 5.   | Sibsel'maš Novosibirsk | 30 | 26 | 12 | 6 | 8  | 47 | 37 | +10 |
|  | 6.   | Irtyš Omsk             | 27 | 26 | 11 | 5 | 10 | 35 | 44 | -9  |
|  | 7.   | Metallurg Stalinsk     | 26 | 26 | 10 | 6 | 10 | 33 | 35 | -2  |
|  | 8.   | Urožaj Barnaul         | 25 | 26 | 11 | 3 | 12 | 43 | 39 | +4  |
|  | 9.   | Sibelektromotor        | 24 | 26 | 9  | 6 | 11 | 41 | 50 | -9  |
|  | 10.  | Lokomotiv K.N.A.       | 23 | 26 | 7  | 9 | 10 | 21 | 31 | -10 |
|  | 11.  | Ėnergija Irkutsk       | 22 | 26 | 8  | 6 | 12 | 30 | 34 | -4  |
|  | 12.  | SKVO Čita              | 15 | 26 | 6  | 3 | 17 | 22 | 52 | -30 |
|  | 13.  | Lokomotiv Ulan-Ude     | 14 | 26 | 5  | 4 | 17 | 23 | 52 | -29 |
|  | 14.  | Luč Vladivostok        | 11 | 26 | 5  | 1 | 20 | 25 | 50 | -25 |

### Spareggio
| Rostov sul Don 26 ottobre 1959 | SKVO Sverdlovsk | 4 – 1 referto | Lokomotiv Krasnojarsk |  |

### Verdetti
- SKVO Sverdlovsk ammesso al girone russo di promozione.

### Risultati
|                                | SKS  | LoK  | SKC  | ChK  | SiN  | IrO  | MeS  | UrB  | Sib  | LKA  | EnI  | SKC  | LUU  | LuV    |
| ------------------------------ | ---- | ---- | ---- | ---- | ---- | ---- | ---- | ---- | ---- | ---- | ---- | ---- | ---- | ------ |
| SKVO Sverdlovsk                | –––– | 3-0  | 2-0  | 3-0  | 3-1  | 2-2  | 2-3  | 5-1  | 4-1  | 2-0  | 4-0  | 6-1  | 3-1  | [ 16 ] |
| Lokomotiv Krasnojarsk          | 2-1  | –––– | 0-2  | 1-1  | 3-0  | 5-0  | 3-0  | 0-0  | 3-0  | 6-0  | 1-0  | 2-1  | 1-1  | 1-0    |
| SKVO Chabarovsk                | 0-0  | 1-1  | –––– | 1-1  | 1-0  | 2-1  | 2-2  | 1-1  | 2-0  | 2-0  | 3-0  | 2-0  | 2-0  | 0-0    |
| Khimik Kmr                     | 1-5  | 1-5  | 3-0  | –––– | 5-2  | 2-0  | 1-1  | 0-2  | 6-0  | 2-0  | 2-1  | 3-1  | 2-0  | 4-0    |
| Sibsel'maš Novosibirsk         | 1-0  | 0-2  | 2-0  | 2-2  | –––– | 5-1  | 2-0  | 4-1  | 1-1  | 3-0  | 2-2  | 3-1  | 6-1  | 4-0    |
| Irtyš Omsk                     | 2-5  | 2-2  | 4-1  | 0-4  | 1-1  | –––– | 3-1  | 1-0  | 2-0  | 0-0  | 0-0  | 2-1  | 3-2  | 2-0    |
| Metallurg Stalinsk             | 1-1  | 1-2  | 0-1  | 2-2  | 3-1  | 0-1  | –––– | 1-5  | 1-0  | 3-0  | 1-0  | 1-0  | 2-0  | 1-2    |
| Urožaj Barnaul                 | 1-4  | 0-1  | 1-2  | 3-0  | 5-1  | 3-1  | 0-2  | –––– | 2-0  | 1-1  | 5-0  | 3-0  | 1-0  | 1-0    |
| Sibelektromotor                | 2-2  | 2-4  | 2-5  | 0-3  | 3-1  | 4-1  | 2-2  | 3-1  | –––– | 0-0  | 1-1  | 1-2  | 2-1  | 3-2    |
| Lokomotiv Komsomol'sk-na-Amure | 0-1  | 1-0  | 0-0  | 2-0  | 0-1  | 2-0  | 1-2  | 2-0  | 3-3  | –––– | 0-0  | 0-0  | 3-1  | 1-0    |
| Ėnergija Irkutsk               | 0-0  | 1-2  | 0-2  | 4-1  | 0-1  | 0-1  | 1-0  | 3-0  | 0-3  | 0-0  | –––– | 2-1  | 4-0  | 5-1    |
| SKVO Čita                      | 0-1  | 0-1  | 2-4  | 0-4  | 1-1  | 2-1  | 2-1  | 3-2  | 0-2  | 1-1  | 1-0  | –––– | 0-1  | 2-1    |
| Lokomotiv Ulan-Ude             | 1-3  | 1-2  | 1-1  | 1-3  | 1-1  | 0-3  | 0-0  | 3-1  | 0-2  | 2-1  | 1-3  | 2-0  | –––– | 2-0    |
| Luč Vladivostok                | 3-2  | 1-0  | 0-2  | 2-3  | 0-1  | 0-1  | 1-2  | 1-3  | 1-4  | 1-3  | 1-3  | 5-0  | 3-0  | ––––   |

## Girone russo di promozione

### Classifica finale
|  | Pos. | Squadra                     | Pt | G | V | N | P | GF | GS | DR  |
|  | ---- | --------------------------- | -- | - | - | - | - | -- | -- | --- |
|  | 1.   | Admiralteec                 | 5  | 3 | 2 | 1 | 0 | 7  | 0  | +7  |
|  | 2.   | Trudovye Rezervy Leningrado | 4  | 3 | 2 | 0 | 1 | 5  | 5  | +0  |
|  | 3.   | Trud Voronež                | 3  | 3 | 1 | 1 | 1 | 6  | 2  | +4  |
|  | 4.   | SKVO Sverdlovsk             | 0  | 3 | 0 | 0 | 3 | 1  | 12 | -11 |

### Verdetti
- Admiralteec promosso in Klass A 1960.

### Risultati
|                             | Adm  | TRL  | TrV  | SKS  |
| --------------------------- | ---- | ---- | ---- | ---- |
| Admiralteec                 | –––– | 4-0  | 0-0  | 3-0  |
| Trudovye Rezervy Leningrado |      | –––– | 2-0  | 3-1  |
| Trud Voronež                |      |      | –––– | 6-0  |
| Calcio SKVO Sverdlovsk      |      |      |      | –––– |